# エマヌエル・エレーラ
エマヌエル・エレーラ（Emanuel Herrera, 1987年4月13日 - ）は、アルゼンチン・ロサリオ出身のサッカー選手。ウニベルシタリオ・デポルテス所属。ポジションはフォワード。

## 経歴

### アルゼンチン時代
ロサリオに生まれ、CAチャカリタ・ジュニアーズでサッカーを始めた。21歳になってもトップチームでの出場を果たせず、チャカリタを離れてブエノスアイレスのスポルティーボ・イタリアーノに移籍し、さらにCAパトロナート・デ・ラ・フンントゥ・カトリカに移籍した。アルゼンチンでの3シーズンは失敗に終わり、わずか16試合の出場で無得点に終わった。

### CDコンセプシオン
代理人の尽力を得て、2011年にチリアン・プリメーラ・ディビシオンB（2部）のデポルテス・コンセプシオンに移籍した。2月26日、アペルトゥーラ2011開幕戦のデポルテス・プエルト・モント戦 (2-0) でデビューし、3月5日のLota Schwager戦で移籍後初得点を挙げた。その後は9試合連続で得点できない試合が続いたが、5月8日のエベルトン・デ・ビニャ・デル・マール戦 (4-1) では2得点を挙げ、5月29日のCSDランヘルス戦 (2-2) でも2得点した。デポルテス・コピアポ戦でも2得点すると、CDナバル・デ・タルカワノ戦、さらにCDサン・マルコス・デ・アリカ戦でも1試合2得点を達成し、3試合連続計6得点を記録した。アペルトゥーラだけで11得点を挙げ、クラウディオ・ラトーレ、アリエル・ロベルト・ペレイラ、クリスティアン・ミージャと並んで得点王となった。アペルトゥーラ最終戦でデポルテス・イキケに敗れ、コンセプシオンはコパ・スダメリカーナの出場権をかけたプレーオフでウニベルシダ・デ・チレと対戦した。7月27日にホームで行われたファーストレグ (2-2) では2得点を挙げたが、アウェーで行われたセカンドレグには0-2で敗れ、コパ・スダメリカーナ出場権を逃した。クラウスーラ2011では16得点を挙げ、年間では計27得点を挙げた。しかし、チームはクラウスーラでCDナバル・デ・タルカワノに勝ち点2差の3位に終わって昇格プレーオフ出場権を逃した。

### ウニオン・エスパニョーラ
2011年12月13日、チリアン・プリメーラ・ディビシオン（1部）のウニオン・エスパニョーラと5年契約を結んだ。2012年1月25日、コパ・リベルタドーレスファーストステージのUANLティグレス戦ファーストレグでデビューし、2月2日のセカンドレグで移籍後初得点を挙げた。グループステージではアトレティコ・ジュニオール戦、クラブ・ボリバル戦（計2点）、CDウニベルシダ・カトリカ戦で計4得点を挙げた。決勝トーナメントのボカ・ジュニアーズ戦ではホーム・アウェーの両レグでアシストを記録したが、2試合とも敗れて大会からの敗退が決まった。コパ・リベルタドーレスでは10試合に出場して5得点を挙げ、得点王争いに加わった。1月29日、プリメーラ・ディビシオン開幕戦のアウダックス・イタリアーノ戦 (2-0) では移籍後リーグ戦初得点を挙げた。その後は3試合無得点が続いたが、2月26日のCDウニベルシダ・カトリカ戦 (2-2) で2得点し、続く3月3日のCDパレスティーノ戦 (3-1) でも得点し、さらに3月10日のCDウアチパト戦 (1-3) でも得点した。3月24日のデポルテス・ラ・セレーナ戦 (5-2) では2得点を挙げ、フェルナンド・コルデーロの得点をアシストする大活躍を見せた。4月7日のCSDコロコロ戦 (4-2) では1得点してマウロ・ディアスの得点をアシストした。4月21日のサンティアゴ・ワンダラーズ戦(2-2)でも1得点し、4月28日のCDウニベルシダ・コンセプシオン戦 (4-1) では1得点してブラウリオ・レアルの得点をアシストした。レギュラーシーズンで10得点し、ウニオン・エスパニョーラは5位でファイナルラウンドの出場権を得た。プレーオフ準々決勝のCDウニベルシダ・カトリカ戦ファーストレグでは1得点1アシストの活躍で3-1と勝利し、セカンドレグは1-1で引き分けた。アペルトゥーラではセバスティアン・ウビージャと並んで得点王のタイトルを獲得した。屈強な肉体、ドリブル、まずまずの速さ、右足での重要な得点の印象などから、ウニオン・エスパニョーラではエル・タンケ（戦車）の異名を取った。

### モンペリエHSC
2012年7月6日、フランス・リーグ・アンの覇者モンペリエHSCと3年契約を結び、背番号11のユニフォームを受け取った。移籍金は公表されていない。モンペリエはエースのオリヴィエ・ジルーをアーセナルFCに放出しており、代役を探していた。契約に際して、ルネ・ジラール監督はエレーラをゴンサロ・イグアイン（レアル・マドリード、アルゼンチン代表）を引き合いに出した。

## タイトル
CDコンセプシオン
- プリメーラ・ディビシオンB 得点王 : アペルトゥーラ2011, クラウスーラ2011

 ウニオン・エスパニョーラ
- プリメーラ・ディビシオン 得点王 : アペルトゥーラ2012